# Brahmaputra
Brahmaputra (san. sin Brahme, također Tsangpo-Brahmaputra) je rijeka u Aziji. Izvire u Tibetu u Kini, dubokim nepristupačnim kanjonima prelazi Himalaju, u nižem toku prolazi kroz Indiju, te u Bangladešu utječe u Indijski ocean. S dužinom od 2900 km, 10. je najduža rijeka u Aziji i 28. na svijetu.

## Opis
Rijeka Brahmaputra izvire u jugozapadnom djelu Tibetskog visočja iz ledenjaka Jima Yangzong, na 4800 m nadmorske visine. Kao Tsang-po, značajna za lokalni promet čamcima, teče južnim Tibetom. Pod imenom Dihang probija uskom, duboko usječenom dolinom, koja se smatra nadubljim kanjonom na svijetu, istočne ogranke Himalaje i prelazi u nizinsko područje indijske države Arunachal Pradesh gdje teče nizinom Assam. Od pritoka Dibang naziva se svojim najpoznatijim imenom, Brahmaputra. Spaja se s Gangesom i najvećom deltom na svijetu (riječni sustav Surma-Meghna, poznat po tigrovima, krokodilima i šumama mangrove) ulijeva u Bengalski zaljev.
U srednjem dijelu toka kod luke Ganhati Brahmaputra je široka više od 1500 m i duboka oko 24 m. Vodostaj je najviši ljeti. Za manje brodove plovna je većinom toka do pristaništa Dibrugarh, 1290 km uzvodno od ušća. Ima veliki hidroenergetski potencijal. Djelomično kanaliziranje u donjem toku služi uglavnom za navodnjavanje, ali ostaje vrlo sklona katastrofalnim poplavama prilikom otapanja himalajskog snijega u proljeće. Jedna od rijetkih rijeka na svijetu koju karakterizira plimni val. Važan je prometni pravac.

## Povijest i simbolika
Dok većina indijskih i bangladeških rijeka nosi ženska imena, Brahmaputra je nazvana rijetkim muškim imenom, koje u prevodu znači "sin Brahme. Gornji tok bio je dugo nepoznat, te je istražen tek godina 1884. – 86. Brahmaputra posjeduje religiozno značenje za Hinduse. Izvire kraj svete planine Kailas u Tibetu. Više lokaliteta duž toka rijeke posjeduje mitološko značenje, od kojih hram Koppa na jezeru Mansarovar kao jedan od najposjećenijih

## Galerija
- Brahmaputra u Tibetu 1938.
- 2006.
- Satelitska snimka
- Grad Gavhati

## Vanjske poveznice
- ndianetzone.com
- The New Largest Canyon in the World The Great Canyon of Yarlung Tsangpo River (Tibet)
- banglapedia.search.com
- Brahmaputra-Jamuna River System
- The Majestic Brahmaputra